# Roman Galay

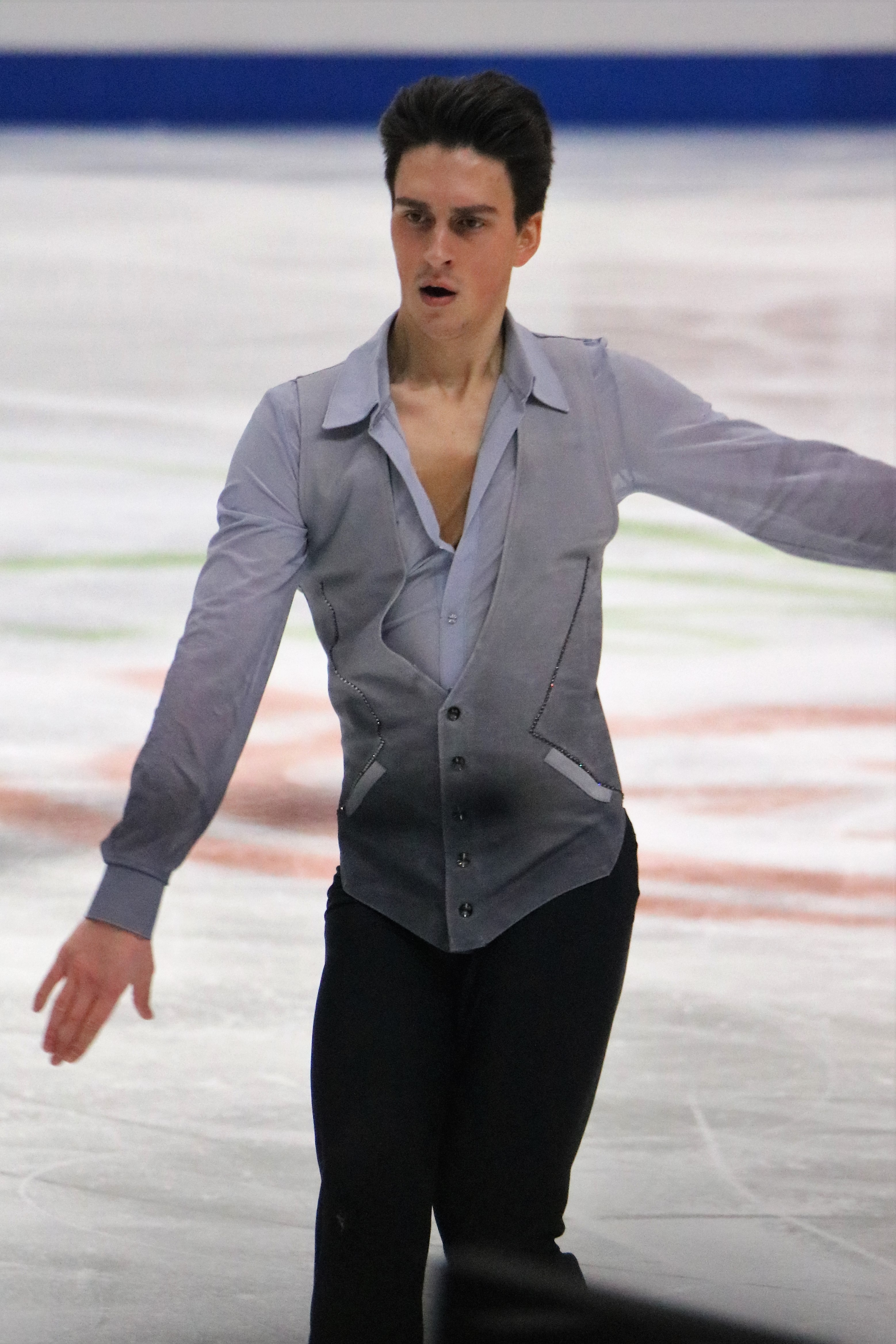

Roman Galay (* 20. August 1998 in Sankt Petersburg) ist ein finnischer Eiskunstläufer. In den Jahren 2019 und 2020 war er finnischer Meister. An internationalen Wettkämpfen nahm er mehrfach teil, war aber dort kaum erfolgreich.

## Privat
Galay ist mit Anastassia Gubanowa verheiratet.